# Ermita de la Caridad (Garciaz)
La Ermita de la Caridad es una ermita ubicada en la calle de la Caridad de la localidad de Garciaz, provincia de Cáceres, España. 

## Historia
Sus orígenes se remontan a 1574 cuando una serie de cofrades ponen en marcha la Cofradía de la Caridad. No fue hasta 1612 cuando se compró una casa para servir como hospital y junto a la que se construyó una capilla. El hospital se mantuvo en funcionamiento hasta 1846, momento en el cual pasó a ser utilizado como escuela. Por su parte, la capilla sigue en uso en la actualidad como Ermita. 

## Descripción
El interior consta de una nave pequeña de dos tramos cortos cubiertos por techo de madera a dos aguas, apoyando sobre un arco. El presbiterio tiene planta cuadrada, cubierto por una cúpula en la cual puede leerse Propter nimian charitatem suam quam dilexit nos deus filium suum misit factum ex muliere. Aloja la imagen de Nuestra Señora con el Niño de fines del siglo XV. En el exterior destaca su portada renacentista y una ventana con rejería típica.